# 社畜が異世界に飛ばされたと思ったらホワイト企業だった
『社畜が異世界に飛ばされたと思ったらホワイト企業だった』（しゃちくがいせかいにとばされたとおもったらホワイトきぎょうだった）は、原案：結城鹿介、作画：髭乃慎士による漫画。
電撃ツイッターマガジン（KADOKAWA）のTwitterアカウントに毎月15・16日から毎日連載中。後にComicWalkerやニコニコ漫画などに毎月連載分の15回・16回ごとに1話と纏められて連載される。

## ストーリー
高校卒業後に都内のブラック企業『ブラックシステム』に就職した粕森美日月は、たまたま流れ星に「有給休暇を一日だけほしい」と願ったところ、進路を変えた流れ星に打たれ、気が付いたらホワイト企業の「ホワイト製作所」ぐんま支店にいた。ホワイト製作所で働き始める粕森は、ブラックシステム時代とは違い過ぎる職場環境に戸惑い、時には周囲を困らせながらもなじんでいく。

## 登場人物

### ホワイト製作所
業界でもトップクラスの大企業。同時に超ホワイト企業で、転職サイトの口コミ評価は5点満点の4.9。手厚い保障や各種手当、充実した休暇制度などによって離職率ほぼゼロを誇る。

#### ぐんま支店営業一課
粕森 美日月（かすもり みかづき）
本作の主人公。連載開始時点で高卒後3年経過している。愛称は「かすみ」。就職先の「ブラックシステム」で疲労の極致にあったところ、流れ星に打たれて気を失い、気づいたら「ホワイト製作所」に転職していた。身長152センチで胸がすごく大きい（本人によるとFカップ）。前職によって「社員は会社に全てを捧げるのが常識」と刷り込まれ、社畜根性がしみついている。そのため、ホワイト製作所での高待遇についていけないこともしばしば。好きなものはプリンとモフモフグマ。
第33話にて事務副主任へ昇進した。
白井 優男（しろい やすお）
営業一課長。年齢不明だが新卒後勤続16年。身長179センチで細身体形。温和な性格で部下の評判も高い。しかしかすみからは「残業をさせてくれない」と不満を持たれている。
清川 いずみ（きよかわ いずみ）
営業一課事務主任、かすみの上司。第1話時点で26歳。身長165センチで胸は控えめ。かすみにとって頼れるお姉さん的な存在（母とも見られている）。弟がいるためか世話を焼くことに慣れており、かすみのサポートを的確にこなす。しかしかすみの社畜根性には対応しきれず戸惑うこともしばしば。好きなものはショッピング。
西野（にしの）
営業一課営業リーダー。マリンスポーツが好きだがかなり太っており、健康診断では肝機能障害の疑いありとされている。かすみの胸が大きいことからバストサイズを聞こうとトラップメールを送るなど、セクハラ的な面も持っている。
岡田（おかだ）
営業一課営業員。西野と違い痩せている。
内木　健太（うちき　けんた）
新卒で入社した、かすみの後輩。親を喜ばせたくて大企業であるホワイト製作所に入社。かすみの空回りもあって周囲とは不調であったが、のちに打ち解けていく。学生時代は運動部でマネージャーをしていたので仕切りやまとめが得意。そのため、かすみの仕事をコントロールすることが多い。

#### ぐんま支店営業二課
浦田　美咲（うらた　みさき）
営業二課事務主任。身長１６９センチと高身長で、ポニーテールにメガネとクールビューティ。かすみほどではないが胸は大きめ。理論的に仕事を進める傾向があるが、実はけっこう情熱的。可愛いものが好きで、特にネコに目がなく、有休を使用して猫カフェめぐりをするほど。かわいらしく仕事もできる後輩の夢叶（後述）を気に掛けている。
榎山　夢叶（えのきやま　ゆかな）
営業二課事務副主任。望叶（みかな）というシステムエンジニアの姉がいる。身長１５０センチと小柄で末っ子のため、周囲に甘えるのを得意とする。悪野課長（後述）が苦手。
悪野　権太（あくの　ごんた）
営業二課長。身長１８１センチの筋肉質体形。異業種からの転職組で勤続１０年。第１１話の時点で４９歳。名は体を表すのごとく威圧的な強面で、強い口調で部下を指導することが多く、周囲から「営業２課はホワイトでもブラックでもない」と言われている。しかし指導内容は基本的にホワイトで、「仕事を家に持ち帰らず残業するか時間外申請しろ（サービスするな）」「困ったら俺に相談しろ」「（二人日の仕事量を）明後日までに終わらせるように」「仕事よりも恋人との関係修復を優先しろ」と言ったり、福利厚生として受領した遊園地のチケットを部下に譲るなど、面倒見のいい面も出ている。
伊桐　勝希（いきり　かつき）
夢叶と同期入社の営業社員。「様々な職域の勉強をしたい」という希望からシステム課へ出向、後にぐんま支店に復帰した。仕事に楽しみを見出すタイプで、趣味はゲーム。後述のアイドル「須山」とオンラインゲームで面識がある。
田中（たなか）、平沢（ひらさわ）
両名とも営業２課営業員。今一つ能力が低く、課長に叱られることがしばしば。

#### ぐんま支店営業三課
菅井　柳子（すごい　やなこ）
営業三課事務員、のち事務主任。かすみと同じく途中入社組。身長158センチ。入社にあたり「やなちゃん」というあだ名をつけられた。もとはホワイト製作所を上回るホワイト企業「エレガント電工」に勤務していたが、コンプライアンス意識が高すぎて社員同士の交流に乏しく、寂しい思いをしていたため転職。それでも「しなくていい仕事はしたくない」という考えから職務を見る目は厳しく、ホワイト製作所の待遇についても文句を言っている。かなりのツンデレで、女子会には目がない。重度の花粉症もちで、テレワークの期間がある。有休を「最高の温泉探し」に使うほど温泉が好き。
嫌いな言葉は「中間管理職」で、「責任が重くなる」「仕事量が増える」「給料はさほど増えない」等と考えていたが、上司の水田から昇進の打診を受け、清川、浦田らの説得もあって主任となった。
水田　定治（みずた　ていじ）
営業三課事務主任。のちに課長へ昇進。メガネをかけた、軽い印象の男性。部下をよく見ており、やなちゃんについても複数の評価点を見出している。定時５分前から帰宅準備を始め、定時ちょうどに帰宅するため「ミスター定時」の異名を持つ。この行動は「上司が残っていては部下が帰りにくい」という理由から。「大阪検定１級」「お好み焼き検定上級」など、仕事に活かせる資格を一つも持っていない。
小川　知子（おがわ　ともこ）
営業三課事務員。既婚女性。同じ支店の男性と結婚。産まれたばかりの子供がいる。産休、育休、フレックス、テレワークなど、勤務システムを上手に活用し仕事を続けている。
遊部　暦（あそべ　こよみ）
「ダークネスサービス」というブラックで有名な会社からの転職組。身長146センチ。アニメやコスプレなどが趣味で、前職で止めていた趣味が復活し喜んでいる。かすみと似た境遇であることから意気投合するが、遊部自身は給料が増えたことや残業がないこと、休日がしっかりある点などを喜んでおり、この部分はかすみと噛み合っていない。

#### その他の社員など
君子　聖人（きみこ　たかひと）
ホワイト製作所代表取締役社長。社員がより健康的に働くことを望んでおり、「できないことをできると言うな」「社員は方針に従ってほしい。売り上げの責任は経営者がとる」「余裕のある勤務状態だから非常事態にも対応できる」という考えの持ち主。
大船　乗（おおふね　じょう）
ホワイト製作所ぐんま支店支店長。身長177センチで結構な筋肉質。部下たちを強力に牽引するタイプではないが、支店の課長たちの権限、考えを認め、そのサポート、調整に力を発揮するタイプ。部下たちからの信頼も厚い。
瀬戸上　了（せとうえ　りょう）
東京本社のＳＥ（システムエンジニア）。ぐんま支店の一部がサテライトオフィスになったためかすみらと一緒に勤務。仕事を「趣味のために稼ぐ手段」と割り切っており、社畜体質が抜けてないかすみに驚いている。

### ブラックシステム
かすみが転生（転職）前に勤めていた企業。社屋は都内にある。その名のとおり極めてブラックな会社で、転職サイトの口コミ評価は最低１の1.2。試用期間に給与を払わない、２０～３０連勤は普通、上司（または役員の子）の意向に無条件に従うことが正しい、新人に研修で地獄を見せる、残業はサービス扱いで残業代を払わない、パワハラ・セクハラはされる方が悪い、という考え。かすみの転生直後に倒産した。
鬼悪魔　抜道（おにあくま　ぬけみち）
ブラックシステム代表取締役。社員を常に限界まで使い倒すことが最善と考えており、「社員に余裕を与えることは会社にとって損失」と言い切っている。
クズ山外道（くずやま　とのみち）
ブラックシステム部長。「自分より下は使い潰すためにある」と考えており、かすみの「セクハラ訴え」を含め、ありとあらゆることを減給材料としていた。
ゲス野エグ男（げすの　えぐお）
ブラックシステム時代のかすみの直接の上司、課長。頭部が禿げ上がっている。周囲の全てを出世のために利用する屑で、重役の息子が入社するや媚びまくり、自分の仕事は部下に押し付け、出世につながりそうな仕事は部下から取り上げる卑劣漢。
ブラックシステム倒産後は「(株)グレー」に転職。ただしブラック環境以外の職場を知らず、テレワークにWi-Fiが最適なのを知らないだけじゃなく、コンビニでWi-Fiを買おうとするなど、頓珍漢な言動を繰り返している。
山田（やまだ）、渡辺（わたなべ）
かすみの同僚。ブラックシステムの過酷な労働に疲労困憊し退職した。

### その他の人物
御子部　沙耶子（みこべ さやこ）
あだ名は「みゃこ」。かすみの中学時代の同級生で、現在は関東地方の市役所に勤務。活発な性格でお笑い好き。かすみとも頻繁に会っている。
粕森　源太郎（かすもり　げんたろう）
かすみの父。長距離トラックの運転手で社畜体質。
粕森　美千代（かすもり　みちよ）
かすみの母。ブラックな介護施設「まっくろケアサービス」に勤める。労働基準法違反の職場をおかしいと思わない社畜。
粕森　源貴（かすもり　げんき）
かすみの弟。大学卒業後フリーターとしてコンビニに勤める。ワンマンオペレーション状態の職場を辛いと思いつつ辞められない社畜。テレビ電話で見た（ついでに叱られた）やなちゃんに一目惚れしている。
榎山　望叶（えのきやま　みかな）
夢叶の姉。社内ＳＥ技術職。もとは(株)コキツカイテクノロジーで働いていたがブラック企業のため常に困憊していた。のちに「ノンビリ電機」に転職する。
須山（すやま）
アイドルグループ「sleep man」のリーダー。寝るのが好き。同時にオンラインゲームも趣味で、ゲーム上で伊桐と面識がある。

## 書誌情報
- 結城鹿介（原作） / 髭乃慎士（作画） 『社畜が異世界に飛ばされたと思ったらホワイト企業だった』 KADOKAWA〈電撃コミックスNEXT〉、既刊9巻（2023年11月25日現在）
  1. 2018年11月24日発売、ISBN 978-4-04-912233-6
  2. 2019年7月26日発売、ISBN 978-4-04-912656-3
  3. 2020年2月27日発売、ISBN 978-4-04-913047-8
  4. 2020年9月26日発売、ISBN 978-4-04-913403-2
  5. 2021年4月26日発売、ISBN 978-4-04-913760-6
  6. 2021年11月27日発売、ISBN 978-4-04-914086-6
  7. 2022年6月27日発売、ISBN 978-4-04-914478-9
  8. 2023年2月25日発売、ISBN 978-4-04-914926-5
  9. 2023年11月25日発売、ISBN 978-4-04-915357-6